# Campeonato Mundial de Ciclismo de Montaña de 2001
El XII Campeonato Mundial de Ciclismo de Montaña se celebró en la localidad de Vail (Estados Unidos) entre el 8 y el 16 de septiembre de 2001, bajo la organización de la Unión Ciclista Internacional (UCI) y la organización USA Cyckling.
Se compitió en 4 disciplinas, las que otorgaron un total de 10 títulos de campeón mundial:
- Descenso (DH) – masculino y femenino
- Campo a través (XC) – masculino, femenino y mixto por relevos
- Dual (D) – masculino y femenino
- Trials (TRI) – masculino 20″, masculino 26″ y femenino 20″/26″

## Resultados

### Masculino
| Evento         | Oro                             | Plata                                 | Bronce                             |
| -------------- | ------------------------------- | ------------------------------------- | ---------------------------------- |
| Descenso       | Nicolas Vouilloz Francia 3:35,2 | Steve Peat Reino Unido 3:37,5         | Greg Minnaar Sudáfrica 3:37,8      |
| Campo a través | Roland Green · Canadá · 1:58:52 | Thomas Frischknecht · Suiza · 1:59:36 | Christoph Sauser · Suiza · 1:59:42 |
| Dual           | Brian Lopes Estados Unidos      | Cédric Gracia Francia                 | Wade Bootes Australia              |
| Trials 20″     | Rafał Kumorowski · Polonia ·    | Marco Hösel · Alemania ·              | Benito Ros Charral · España ·      |
| Trials 26″     | Marc Caisso Francia             | Daniel Comas Riera · España ·         | Bruno Arnold Francia               |

### Femenino
| Evento         | Oro                                   | Plata                              | Bronce                              |
| -------------- | ------------------------------------- | ---------------------------------- | ----------------------------------- |
| Descenso       | Anne-Caroline Chausson Francia 4:10,4 | Fionn Griffiths Reino Unido 4:14,6 | Leigh Donovan Estados Unidos 4:15,1 |
| Campo a través | Alison Dunlap Estados Unidos 1:51:28  | Alison Sydor · Canadá · 1:51:40    | Sabine Spitz · Alemania · 1:52:18   |
| Dual           | Anne-Caroline Chausson Francia        | Katrina Miller Australia           | Tara Llanes Estados Unidos          |
| Trials 20″/26″ | Karin Moor · Suiza ·                  | Floriane Combé Francia             | Céline Warther Francia              |

### Mixto
| Evento                     | Oro                                                                               | Plata                                                                 | Bronce                                                                                     |
| -------------------------- | --------------------------------------------------------------------------------- | --------------------------------------------------------------------- | ------------------------------------------------------------------------------------------ |
| Campo a través por relevos | Ryder Hesjedal · Roland Green · Adam Coates · Christina Redden · Canadá · 1:36:13 | Sidney Taberlay Mary Grigson Trent Lowe Cadel Evans Australia 1:35:39 | Carlos Coloma · Iñaki Lejarreta · Janet Puiggròs · José Antonio Hermida · España · 1:36:03 |

## Medallero
| Núm. | País           | Oro | Plata | Bronce | Total |
| ---- | -------------- | --- | ----- | ------ | ----- |
| 1    | Francia        | 4   | 2     | 2      | 8     |
| 2    | Canadá         | 2   | 1     | 0      | 3     |
| 3    | Estados Unidos | 2   | 0     | 2      | 4     |
| 4    | Suiza          | 1   | 1     | 1      | 3     |
| 5    | Polonia        | 1   | 0     | 0      | 1     |
| 6    | Australia      | 0   | 2     | 1      | 3     |
| 7    | Reino Unido    | 0   | 2     | 0      | 2     |
| 8    | España         | 0   | 1     | 2      | 3     |
| 9    | Alemania       | 0   | 1     | 1      | 2     |
| 10   | Sudáfrica      | 0   | 0     | 1      | 1     |
|      | TOTAL          | 10  | 10    | 10     | 30    |